# Nedre Romerike tingrett

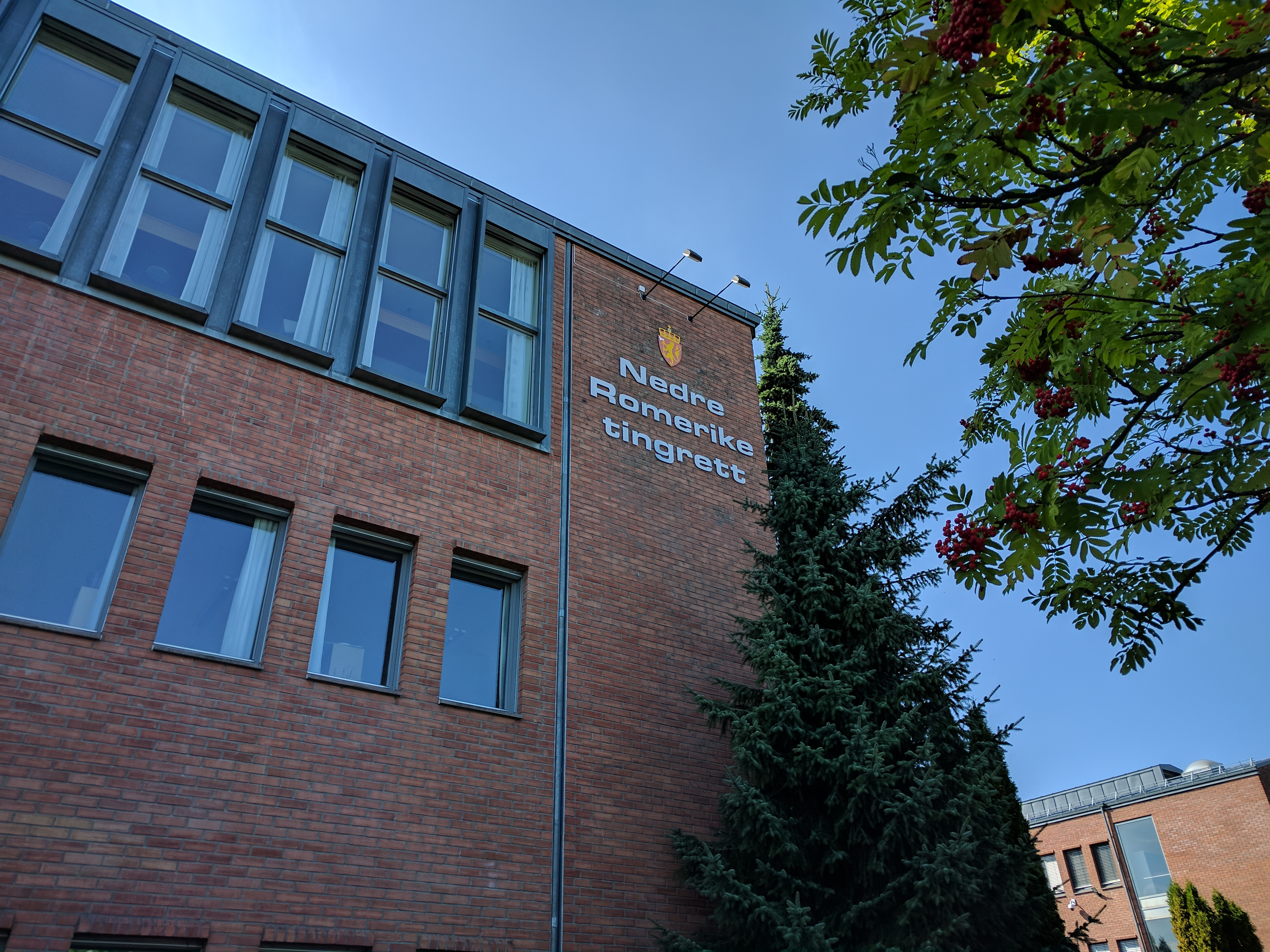
Tinghus in Lillestrøm

Nedre Romerike tingrett was een tingrett (kantongerecht) in de Noorse fylke Viken. Het gerecht is gevestigd in Lillestrøm. Het gerechtsgebied omvat het zuidelijke gedeelte van Romerike, de gemeenten Lørenskog, Rælingen, Aurskog-Høland, Gjerdrum, Nittedal en Lillestrøm. Nedre Romerike maakt deel uit van het ressort van Eidsivating lagmannsrett. In zaken waarbij beroep is ingesteld tegen een uitspraak van Nedre Romerike zal de zitting van het lagmannsrett meestal worden gehouden in Eidsvoll.
Op 26 april 2021 fuseerde Nedre Romerike tingrett met Glåmdal tingrett, Nedre Romerike tingrett en Øvre Romerike tingrett tot de Romerike og Glåmdal tingrett.